# Spirembolus redondo
Spirembolus redondo là một loài nhện trong họ Linyphiidae.
Loài này thuộc chi Spirembolus. Spirembolus redondo được Ralph Vary Chamberlin & Wilton Ivie miêu tả năm 1945.